# Maccaffertium carlsoni
Maccaffertium carlsoni is een haft uit de familie Heptageniidae. De wetenschappelijke naam van de soort is voor het eerst geldig gepubliceerd in 1974 door Lewis.
De soort komt voor in het Nearctisch gebied.